# Szymalów
Szymalów [ʂɨˈmaluf] là một khu định cư ở khu hành chính của Gmina Złocieniec, thuộc quận Drawsko, West Pomeranian Voivodeship, ở phía tây bắc Ba Lan. Nó nằm khoảng 12 kilômét (7 mi) phía đông bắc Złocieniec, 24 km (15 mi) về phía đông của Drawsko Pomorskie và 105 km (65 mi) về phía đông của thủ đô khu vực Szczecin.
Trước 1772, khu vực này là một phần của Vương quốc Ba Lan, 1772-1945 Phổ và Đức. Để biết thêm về lịch sử của nó, xem walcz County và " Warlang -Heinrichsdorf miền".